# Dick Rathmann
Dick Rathmann (ur. jako James Rathman 6 stycznia 1924 w Los Angeles, zm. 1 lutego 2000 w Melbourne) – amerykański kierowca wyścigowy startujący w wyścigach NASCAR, Championship Car, i Indianapolis 500.
James Rathmann zmienił imię na Dick w 1946, gdy jego młodszy brat zmienił imię Richard na Jim, by mógł startować w wyścigach, mimo że był niepełnoletni.

## Championship Car
Startował w serii AAA Championship Car w 1949 i 1950 roku w czterech wyścigach, w tym w Indianapolis 500 w 1950, które było wtedy także rundą Mistrzostw Świata Formuły 1. Nie ukończył wyścigu, do którego startował z 18 pozycji w zespole AJ Watson. W tym samym roku ukończył wyścig na torze w Milwaukee na szóstej pozycji.

## NASCAR
W 1951 roku rozpoczął starty w NASCAR. Wziął udział w 14 rundach. 4 razy kończył wyścig w pierwszej piątce, a siedem w dziesiątce. Zdobył także dwukrotnie pierwsze pole startowe. Sezon ukończył na ósmym miejscu z 1040 punktami. W kolejnym roku startów wziął udział już w 27 z 34 wyścigów. Swoje pierwsze zwycięstwo odniósł na torze Martinsville Speedway i powtórzył to osiągnięcie na torach Langhorne, Darlington oraz dwukrotnie na obiekcie Dayton. 14 razy kończył wyścig w pierwszej piątce i tyle samo w dziesiątce. Zdobył także dwukrotnie pole position. Sezon ukończył na piątym miejscu zdobywając 3952 punkty. W 1953 poradził sobie jeszcze lepiej. Wystartował w 34 z 37 wyścigów w sezonie. Wygrał pięć wyścigów, dwa na torze Langhorne, a także na Macon, Morristown oraz North Platte. 21 wyścigów ukończył w pierwszej piątce, a 24 w pierwszej dziesiątce. Dwa razy startował z pierwszego pola startowego. Zdobył 7362 punkty, dzięki czemu zajął trzecią pozycję w klasyfikacji generalnej. W następnym roku wystartował w 32 wyścigach. Wygrał wyścigi na torach Oakland, North Wilkesboro i Sharon. 23 razy kończył wyścigi w pierwszej piątce, a 26 w dziesiątce. Zdobył 4 pole position, a sezon ukończył na czwartym miejscu w klasyfikacji generalnej. W 1955 wystartował w dwudziestu wyścigach. Siedem razy był w pierwszej piątce, a osiem w dziesiątce. Trzy razy wywalczył pierwsze pole startowe. Na koniec sezonu zajął 18. miejsce. Był to jego ostatni sezon w nascar. W swojej karierze wystartował w 128 wyścigach nascar, odniósł 13 zwycięstw, i tyle samo razy startował z pole position. 69 wyścigów ukończył w pierwszej piątce, a 79 w pierwszej dziesiątce.
| Rok          | Pozycja | Punkty | Starty | Zwycięstwa | Top 5 | Top 10 | PP | Wygrana  |
| ------------ | ------- | ------ | ------ | ---------- | ----- | ------ | -- | -------- |
| 1951         | 8       | 1040   | 15     | 0          | 4     | 7      | 2  | 3,480$   |
| 1952         | 5       | 3952   | 27     | 5          | 14    | 14     | 2  | 11,248$  |
| 1953         | 3       | 7362   | 34     | 5          | 21    | 24     | 2  | 20,244$  |
| 1954         | 4       | 6893   | 32     | 3          | 23    | 26     | 4  | 15,939 $ |
| 1955         | 18      | 2298   | 20     | 0          | 7     | 8      | 3  | 4,368 $  |
| Podsumowanie |         | 21 545 | 128    | 13         | 69    | 79     | 13 | 55,279 $ |

## Powrót do Championship Car
Po zakończeniu kariery w Nascar Rathmann wrócił do wyścigów Championship Car, organizowanych jednak już przez USAC, ponieważ AAA wycofało się z organizacji zawodów sportowych po tragicznym wypadku w 1955 na torze Le Mans, w którym zginęło około 80 widzów. Wystartował w 41 wyścigach w latach 1956–1964. Ukończył 21 wyścigów w pierwszej dziesiątce. Najwyższe miejsce zajął na torze Daytona w 1959, gdzie był drugi.

## Indianapolis 500
W 1956 Wystartował ponownie w Indianapolis 500, tym razem w zespole Kurtis Kraft. Wyścig ukończył na piątej pozycji, po starcie z drugiego rzędu. W 1958 wystartował w tym legendarnym wyścigu w zespole Watson. Wywalczył pierwsze pole startowe, obok Eda Elisiana. W trzecim zakręcie pierwszego okrążenia walczący o prowadzenie Rathmann i Elisian zderzyli się ze sobą, co zapoczątkowało wypadek, w którym uczestniczyło 15 pojazdów. W wypadku tym zginął Pat O'Connor. Rathmann został w ten sposób pierwszym zdobywcą pole position w Indy 500, który nie przejechał nawet jednego pełnego okrążenia w wyścigu. W historii Indianapolis powtórzyło się to jeszcze dwukrotnie. Zdobywcami Pole position, którzy nie przejechali nawet pierwszego okrążenia, byli Roberto Guerrero oraz Scott Sharp.
Rok później z powodu pożaru samochodu w pit stopie Rathmann nie ukończył wyścigu, do którego wywalczył czwarte pole startowe. W 1960 odpadł na 150 okrążeniu z powodu awarii hamulców. Wyścig wygrał jego brat, Jim Był to ostatni wyścig Indianapolis 500 zaliczony do mistrzostw świata formuły 1. Rok później po starcie z szóstej pozycji został sklasyfikowany na 13. miejscu po tym, jak na 164 okrążeniu awarii uległa pompa paliwa. Rok później został sklasyfikowany na dwudziestej czwartej pozycji, znowu z powodu awarii technicznej. W 1963 po starcie z 17 pozycji ukończył wyścig na dziesiątym miejscu. W 1964 po raz ostatni wystartował w Indianapolis 500. Po starcie z 12 pola dojechał na siódmej pozycji.
| Rok  | Zespół       | Silnik      | Start | Wynik | Uwagi        |
| ---- | ------------ | ----------- | ----- | ----- | ------------ |
| 1950 | Watson       | Offenhauser | 18    | 32    | Zgasł silnik |
| 1956 | Kurtis Kraft | Offenhauser | 4     | 5     |              |
| 1958 | Watson       | Offenhauser | 1     | 27    | Wypadek      |
| 1959 | Watson       | Offenhauser | 4     | 20    | Pożar        |
| 1960 | Watson       | Offenhauser | 4     | 31    | Hamulce      |
| 1961 | Watson       | Offenhauser | 6     | 13    | Pompa paliwa |
| 1962 | Watson       | Offenhauser | 13    | 24    |              |
| 1963 | Watson       | Offenhauser | 17    | 10    | Wypadek      |
| 1964 | Watson       | Offenhauser | 12    | 7     |              |